# Daniel Quare
Daniel Quare (* 1648 in Somersetshire; † 1724) war ein englischer Uhrmacher aus London.

## Leben

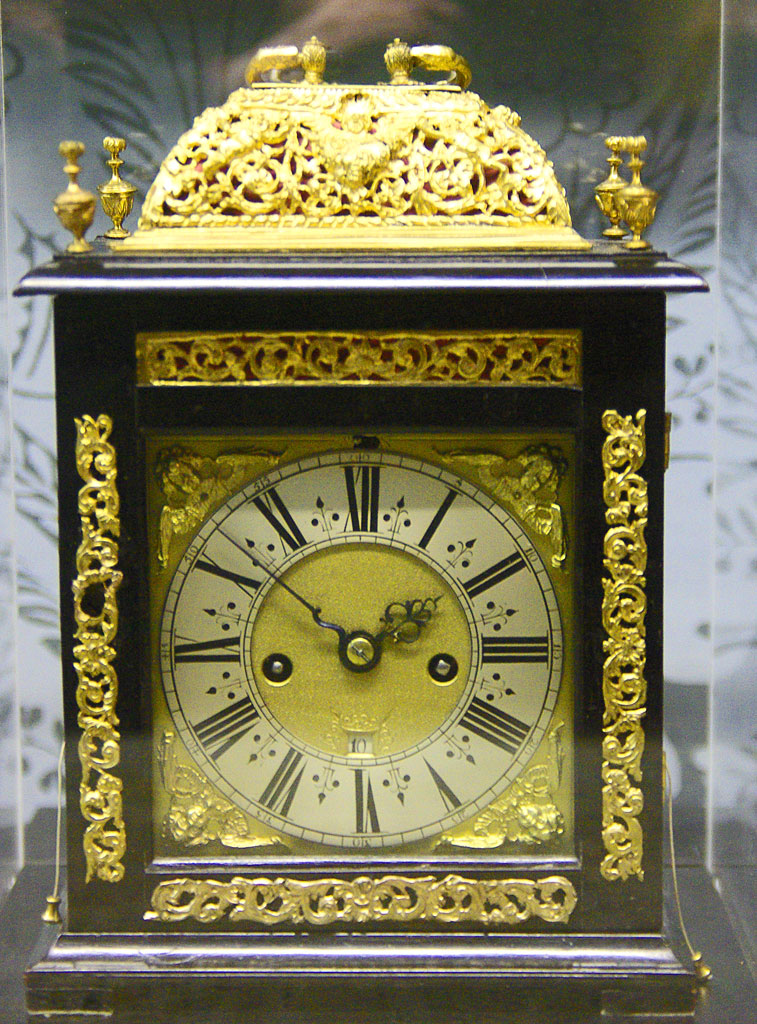
„Bracket Clock“ von Daniel Quare in Walker Art Gallery, Liverpool

1671 trat Quare der Londoner Worshipful Company of Clockmakers ein und wurde 1708 zum „Master“ gewählt. Neben Uhren hat Daniel Quare zahlreiche Barometer und mathematische Instrumente gebaut. Uhren von Daniel Quare gehören zur Royal Collection im Buckingham Palace und im Hampton Court Palace. Um 1680 entwickelte er zeitgleich mit Edward Barlow (* 1636 † 1716) einen Viertelrepititionsmechanismus für Taschenuhren, für den er 1686 ein Patent anmelden konnte.